# 800 블렛
《800 블렛》(스페인어: 800 Balas, 영어: 800 Bullets)은 스페인에서 제작된 알렉스 드 라 이글레시아 감독의 2002년 서부, 코미디 영화이다. 산초 그라시아 등이 주연으로 출연하였고 알렉스 드 라 이글레시아 등이 제작에 참여하였다.

## 출연

### 주연
- 산초 그라시아 - 훌리안
- 안겔 데 안드레스 로페즈 - 체옌니
- 카르멘 마우라 - 라우라
- 루이스 카스트로 - 카를로스
- 마누엘 탈라페 - 마누엘

### 조연
- 라몬 바레아 - 돈 마리아노
- 아네 가바레인 - 하신타
- 에두아르도 고메즈 - 호세 마리아

## 기타
- 협력프로듀서: 마리아 앵걸로
- 미술: 조시 루이스 아리자발라가
- 미술: 비아프라
- 의상: 파코 델가도
- 프로덕션매니저: 안데르 시스티아가

## SBS 성우진 (2008년 7월 20일)
- 박상일 - 훌리안(산초 그라시아)
- 조동희 - 체옌니(안겔 데 안드레스 로페즈)
- 최문자 - 라우라(카르멘 마우라)
- 우정신 - 카를로스(루이스 카스트로)
- 임성표 - 마누엘(마누엘 탈라페)
- 김관진 - 스콧(유세비오 폰셀라) / 안드레스(세라레오 에스테바네즈)
- 문옥현 - 안젤레스(베르타 오제아)
- 임수아 - 로시오(테렐레 파베스)
- 기경옥 - 하신타(아네 가바레인)
- 이인성 - 호세 마리아(에두아르도 고메즈)
- 장승길 - 루치아노(루치아노 페데리코)
- 김혜경 - 산드라(요이마 발데스)
- 김순영 - 줄리(그라시아 올라요)
- 김영진 - 엔리케(엔리케 마르티네즈)
- 홍진욱 - 돈 마리아노(라몬 바레아) / 경찰 서장(알폰소 토레그로사) / 택시 기사(에두아르도 안투냐)